# Championnats du monde d'Ironman 1998
Navigation
Édition précédente Édition suivante
Les championnats du monde d'Ironman 1998 se déroule le 3 octobre 1998 à Kailua-Kona  dans l'État d'Hawaï. Ils sont organisés par la World Triathlon Corporation

## Résultats du championnat du monde

### Hommes
| Pos.     | Temps           | Nom                  | Pays        | Détail temps | Détail temps | Détail temps    | Détail temps | Détail temps    |
| Pos.     | Temps           | Nom                  | Pays        | Natation     | T1           | Cyclisme        | T2           | Course à pied   |
| -------- | --------------- | -------------------- | ----------- | ------------ | ------------ | --------------- | ------------ | --------------- |
|          | 8 h 24 min 20 s | Peter Reid           | Canada      | 52 min 04 s  | 1 min 08 s   | 4 h 42 min 23 s | 1 min 14 s   | 2 h 47 min 31 s |
|          | 8 h 31 min 57 s | Luc Van Lierde       | Belgique    | 48 min 48 s  | 59 s         | 4 h 52 min 45 s | 1 min 27 s   | 2 h 47 min 58 s |
|          | 8 h 32 min 57 s | Lothar Leder         | Allemagne   | 50 min 43 s  | 40 s         | 4 h 55 min 20 s | 1 min 16 s   | 2 h 44 min 58 s |
| 4        | 8 h 38 min 06 s | Christoph Mauch      | Suisse      | 51 min 41 s  | 1 min 32 s   | 4 h 50 min 02 s | 1 min 12 s   | 2 h 53 min 39 s |
| 5        | 8 h 39 min 07 s | Spencer Smith        | Royaume-Uni | 49 min 02 s  | 1 min 11 s   | 4 h 53 min 30 s | 1 min 44 s   | 2 h 53 min 40 s |
| 6        | 8 h 40 min 45 s | Christopher Legh     | Australie   | 55 min 12 s  | 1 min 15 s   | 4 h 46 min 14 s | 1 min 21 s   | 2 h 56 min 43 s |
| 7        | 8 h 41 min 10 s | René Rovera          | France      | 55 min 05 s  | 1 min 03 s   | 4 h 55 min 19 s | 1 min 40 s   | 2 h 48 min 03 s |
| 8        | 8 h 45 min 21 s | Thomas Hellriegel    | Allemagne   | 52 min 08 s  | 1 min 44 s   | 4 h 41 min 45 s | 1 min 10 s   | 3 h 08 min 34 s |
| 9        | 8 h 46 min 52 s | Rainer Müller-Hörner | Allemagne   | 51 min 47 s  | 1 min 23 s   | 4 h 53 min 55 s | 44 s         | 2 h 59 min 03 s |
| 10       | 8 h 48 min 59 s | Timothy DeBoom       | États-Unis  | 49 min 14 s  | 1 min 06 s   | 4 h 52 min 17 s | 1 min 39 s   | 3 h 04 min 43 s |
| Source : |                 |                      |             |              |              |                 |              |                 |

### Femmes
| Pos.     | Temps           | Nom              | Pays       | Détail temps    | Détail temps | Détail temps    | Détail temps | Détail temps    |
| Pos.     | Temps           | Nom              | Pays       | Natation        | T1           | Cyclisme        | T2           | Course à pied   |
| -------- | --------------- | ---------------- | ---------- | --------------- | ------------ | --------------- | ------------ | --------------- |
|          | 9 h 24 min 16 s | Natascha Badmann | Suisse     | 56 min 02 s     | 1 min 11 s   | 5 h 10 min 00 s | 2 min 13 s   | 3 h 14 min 50 s |
|          | 9 h 27 min 19 s | Lori Bowden      | Canada     | 1 h 01 min 43 s | 1 min 37 s   | 5 h 15 min 54 s | 1 min 02 s   | 3 h 07 min 03 s |
|          | 9 h 28 min 29 s | Fernanda Keller  | Brésil     | 55 min 43 s     | 1 min 02 s   | 5 h 18 min 14 s | 1 min 13 s   | 3 h 12 min 17 s |
| 4        | 9 h 42 min 28 s | Melissa Spooner  | Canada     | 56 min 01 s     | 1 min 42 s   | 5 h 18 min 42 s | 2 min 04 s   | 3 h 23 min 59 s |
| 5        | 9 h 42 min 55 s | Heather Fuhr     | Canada     | 1 h 01 min 10 s | 2 min 38 s   | 5 h 30 min 19 s | 4 min 46 s   | 3 h 04 min 02 s |
| 6        | 9 h 46 min 30 s | Joanna Zeiger    | États-Unis | 50 min 46 s     | 1 min 34 s   | 5 h 29 min 50 s | 5 min 15 s   | 3 h 19 min 05 s |
| 7        | 9 h 51 min 38 s | Isabelle Gagnon  | Canada     | 56 min 13 s     | 2 min 17 s   | 5 h 26 min 12 s | 2 min 23 s   | 3 h 24 min 33 s |
| 8        | 9 h 52 min 21 s | Sian Welch       | États-Unis | 53 min 57 s     | 1 min 19 s   | 5 h 16 min 44 s | 1 min 27 s   | 3 h 38 min 54 s |
| 9        | 9 h 57 min 51 s | Suzanne Nielsen  | Danemark   | 54 min 04 s     | 1 min 44 s   | 5 h 26 min 29 s | 2 min 21 s   | 3 h 33 min 13 s |
| 10       | 9 h 59 min 43 s | Wendy Ingraham   | États-Unis | 49 min 11 s     | 1 min 30 s   | 5 h 29 min 14 s | 2 min 44 s   | 3 h 37 min 04 s |
| Source : |                 |                  |            |                 |              |                 |              |                 |